# Lovella Telesford
Lovella Telesford (Amsterdam, 1987) is een Nederlandse stand-upcomedian.
Ze is de dochter van musicalzangeres Joanne Telesford, die met haar man een jaar na elkaar vanuit Suriname naar Nederland kwamen en in de flat Kruitberg in de Bijlmermeer neerstreken. Ze verhuisde op haar dertiende naar een koopwoning te Diemen, alwaar ze ook in 2024 woont. Ze vindt het een soort slaapstad met geheimen achter de voordeur, terwijl in de Bijlmer alles in het openbaar gebeurt. Vlak daarna vond de echtscheiding plaats en moeder, dochter en zus (DJ Candl Telesford) moesten weer verhuizen, nu naar een flat in Diemen. Lovella omschreef haar vader in 2024 als streng in een opvoeding binnen de pinksterbeweging. Ze zag haar vader dan al een tijdje niet meer.
Haar middelbareschooltijd bracht ze door op de Openbare Schoolgemeenschap Bijlmer en begon op haar zeventiende met werk. Van een baantje in de horeca kwam ze uiteindelijk als inkomensadviseur te werken bij de gemeente Haarlemmermeer; ze haalde er geen voldoening uit. Op advies van haar nicht begon Telesford tijdens de coronapandemie met Tik Tok, waarbij ze naar eigen zeggen direct oplopend succes had. Dat mondde uit in stand-upcomedy via Gielzzz en bezoeken aan collega's (Jörgen Raymann, Roué Verveer en Howard Komproe). Zij waren enthousiast over haar. Haar partner wees er op dat ze waarschijnlijk ook wel grotere zalen vol kon krijgen; het werd eerst het Bijlmer Parktheater (een thuis volgens Telesford).
In 2023/2024 treedt ze op met haar programma We gaan kwijt. In haar show praat ze over allemaal menselijke onderwerpen; ze beschouwt het publiek daarbij als haar familie. In augustus 2023 stond ze met dat programma in het Assuria Event Center, Paramaribo. Ook speelde ze de show We gaan kwijt op Curaçao en Aruba. Op 8 december 2023 gaf ze een groot feest “WE GAAN KWIJT DE FISSA” in Amsterdams Paradiso. Voorbeelden voor haar zijn Kevin Hart en Hans Teeuwen.